# Hermann Uhde
Hermann Uhde (Brema, 20 luglio 1914 – Copenaghen, 10 ottobre 1965) è stato un basso-baritono tedesco, specializzato in ruoli wagneriani.
Studiò nella sua città natale, dove fece il suo debutto nel 1936. Durante gli anni della seconda guerra mondiale, cantò a Monaco di Baviera e a L'Aia (allora occupata dai nazisti).
Dal 1949 si esibì al Festival di Salisburgo, dal 1951 al Festival di Bayreuth, e dal 1955 al 1961 alla Metropolitan Opera.
Il timbro fosco della sua voce fece sì che a Bayreuth venisse chiamato a interpretare personaggi "neri" come Telramund nel Lohengrin e Klingsor nel Parsifal. Restano memorabili le incisioni discografiche che lo vedono protagonista di questi ruoli, precisamente l'edizione del 1951 di Parsifal diretta da Hans Knappertsbusch (dove staglia un Klingsor di straordinaria potenza vocale) e le edizioni del 1953-1954 di Lohengrin sotto le direzioni di Joseph Keilberth ed Eugen Jochum  con protagonista Wolfgang Windgassen, dove l'interpretazione di Telramund resta tuttora ineguagliata in quanto a forza e intensità emotiva..
Uhde si è anche cimentato nei ruoli di Wotan (L'oro del Reno), di Gunther (Il crepuscolo degli dei) e dell'Olandese volante. A dispetto della sua fama, spesso cantò anche in ruoli minori come Donner, Melot e Shchelkalov nel Boris Godunov.
Uhde morì improvvisamente per arresto cardiaco sulla scena del Teatro reale danese di Copenaghen mentre interpretava l'opera Faust III del compositore danese Niels Viggo Bentzon.con i complessi dell'Opera di Kiel 

## Hermann Uhde nella discografia wagneriana
- Parsifal (Klingsor):

(1951, dal vivo, Bayreuth) dir. Hans Knappertsbusch - (1953, dal vivo, Bayreuth) dir. Clemens Krauss
- Lohengrin (Telramund):

(1953, dal vivo, Bayreuth) dir. Joseph Keilberth - (1954, dal vivo, Bayreuth) dir Eugen Jochum 
- L'Olandese volante (Olandese):

(1955, dal vivo, Bayreuth) dir. Hans Knappertsbusch - (1955, dal vivo, Bayreuth) dir. Joseph Keilberth
- Il Crepuscolo degli dei (Gunther):

(1952, dal vivo, Bayreuth) dir Joseph Keilberth - (1953, dal vivo, Bayreuth) dir. Clemens Krauss - (1956-1957, dal vivo, Bayreuth) dir. Hans Knappertsbusch
- L'Oro del Reno (Wotan):

(1952, dal vivo, Bayreuth) dir. Joseph Keilberth
- Tristano e Isotta (Melot):

(1952, dal vivo, Bayreuth) dir. Herberth von Karajan